# Polistichus connexus
Polistichus connexus is een keversoort uit de familie van de loopkevers (Carabidae). De wetenschappelijke naam van de soort werd in 1785 gepubliceerd door Etienne Louis Geoffroy.